# Lock out
Il Lock-out, traducibile come "blocco", è una tecnica usata negli sport con i pesi (resistance training), in particolare nel powerlifting e weightlifting.

## Definizione
Il Lock-out una tecnica che viene applicata al termine della fase concentrica di una ripetizione, solitamente tra ogni serie, in alcuni esercizi di powerlifting, weightlifting e bodybuilding. Questa consiste nell'eseguire una breve interruzione di 1-2 secondi tra una ripetizione e l'altra tra il termine della fase concentrica e l'inizio della fase eccentrica di una ripetizione bloccando in massima estensione l'articolazione del gomito o del ginocchio. Il termine può essere tradotto come "blocco", indicando come durante la massima estensione, le articolazioni in questione vengano bloccate in estensione per qualche secondo imponento una perdita di tensione dei muscoli coinvolti. Il lock-out è infatti una tecnica che viene solitamente indicata quando l'avambraccio raggiunge la massima estensione sul braccio in posizione verticale, portando ad una perdita di tensione muscolare a causa della forza di gravità, e quindi consentendo un breve recupero. Ad esempio, durante la panca piana, il lock-out viene raggiunto quando i gomiti vengono completamente estesi, portando ad una perdita di tensione muscolare e quindi una sosta tra le ripetizioni in corso. Un altro esempio di applicazione della tecnica è sulla shoulder press, nel momento in cui l'avambraccio viene completamente esteso sul braccio nel massimo della fase concentrica, quando giunge in posizione pienamente verticale. Oppure ancora durante la french press a busto verticale, quando nella fase di massima contrazione il braccio e l'avambraccio si trovano entrambi nella posizione verticale. Il lock-out può essere applicato, ad esempio, anche durante l'alzata dello squat, quando le ginocchia sono pienamente estese, e gamba e coscia raggiungono l'inclinazione verticale e perpendicolare rispetto al terreno. Si nota che tale tecnica sia applicabile quando la parte terminale di un arto viene completamente estesa sulla sua parte prossimale, solitamente in un contesto in cui la posizione è verticale o perpendicolare rispetto al terreno, e quindi la tensione muscolare viene persa a causa della gravità permettendo un recupero. Non in tutti i casi l'arto deve risultare però verticale, come è possibile notare ad esempio nell'esercizio dello slancio (clean & jerk) nel sollevamento pesi o nella leg press o nel hack squat nel bodybuilding e fitness. La principale caratteristica del lock-out è quindi il blocco dell'articolazione in massima estensione in modo che il carico non venga trattenuto dal muscolo sotto tensione ma che vada a gravare sull'articolazione stessa.
Questa tecnica viene in genere adottata negli sport di forza e potenza con i pesi quali powerlifting e weightlifting, in cui viene ricercato un breve recupero tra le serie per favorire la prestazione nell'alzata. Esso può essere notato durante le alzate olimpiche come slancio (clean & jerk) o strappo (snatch) del sollevamento pesi o nella panca piana nel powerlifting. Applicando il lock-out, la serie non è più composta da un numero di ripetizioni ininterrotto, perché impedisce di mantenere una tensione continua sul muscolo in attività. Ogni ripetizione è quindi intervallata da una brevissima sosta. Come risultato, durante il tempo di esecuzione di una serie (Time Under Tension), il periodo in cui il muscolo è effettivamente posto sotto tensione risulta minore rispetto alla durata complessiva della serie. La tecnica non a caso è meno usata nel bodybuilding, proprio per la regolare perdita di tensione muscolare che ne penalizzerebbe lo stress metabolico, lo stimolo anabolico e la produzione di lattato, molto ricercati in questa attività. Viene infatti rilevato che le pause tra le ripetizioni tendano a portare ad una riduzione della secrezione di lattato e molecole come GH e catecolammine. Si suggerisce quindi che, se vuole essere enfatizzata la risposta metabolica e anabolica, allora la tensione muscolare dovrebbe essere mantenuta durante tutto l'arco di movimento evitando delle eventuali soste e punti morti tra le ripetizioni nelle zone del range di movimento (ROM) in cui la tensione verrebbe persa; mentre se deve essere favorita la prestazione e quindi il numero di ripetizioni e parità di carico sollevato, negli sport di forza e potenza, la sosta tra le ripetizioni in lock-out è suggerita. Per questi motivi nelle varianti riadattate al bodybuilding di alcuni esercizi usati nel powerlifting e weightlifting, il lock-out, quindi la massima estensione degli arti nella fase concentrica (come nella panca piana, nella shoulder press, nello squat o nella leg press), viene spesso evitato, anche se può rappresentare una forma di Cheating per poter consentire qualche ripetizione extra in una serie. Il lock-out può essere inoltre sconsigliato per il carico gravante sull'articolazione, soprattutto nei soggetti con problemi articolari e ipermobilità delle giunture coinvolte. L'eventuale iperestensione delle articolazioni può portare a seri traumi ai legamenti, la cartilagine e altre strutture articolari.

## Altre tecniche diresistance training
- Super set
- Tri set
- Set gigante
- Stretch contrastato
- Stripping
- Rest pause
- Doppio impatto
- Ripetizioni eccentriche
- Ripetizioni forzate
- Ripetizioni negative
- Ripetizioni parziali
- Super slow
- Cheating
- Serie del 21
- Sistema piramidale
- Mantieni Peso (MP)
- Mantieni Ripetizioni (MR)
- Peak contraction
- Cedimento muscolare